# University of Sacramento
Die University of Sacramento ist eine private, staatlich anerkannte Universität mit Sitz in Sacramento (Kalifornien).
Die 2004 gegründete Katholische Universität wird getragen durch die Ordensgemeinschaft der Legionäre Christi und gehört zum Verbund der Red de Universidades Anáhuac. 2007 wurde der Studienbetrieb aufgenommen. Bis 2012 sollen ca. 5000 Studenten sowie ca. 2000 Studenten in postgradualen Studiengängen eingeschrieben sein.
Das Motto der Universität Vince in bono malum. ist abgeleitet aus Noli vinci a malo, sed vince in bono malum. (Römer 12,21.), in Deutsch: Laß dich nicht vom Bösen überwinden (besiegen), sondern überwinde das Böse durch das Gute!.

## Fakultäten
- Global Leadership MBA
- Katholische Glaubenslehre (Theologie, Philosophie, Katechese)
- Katechese